# Vdolek

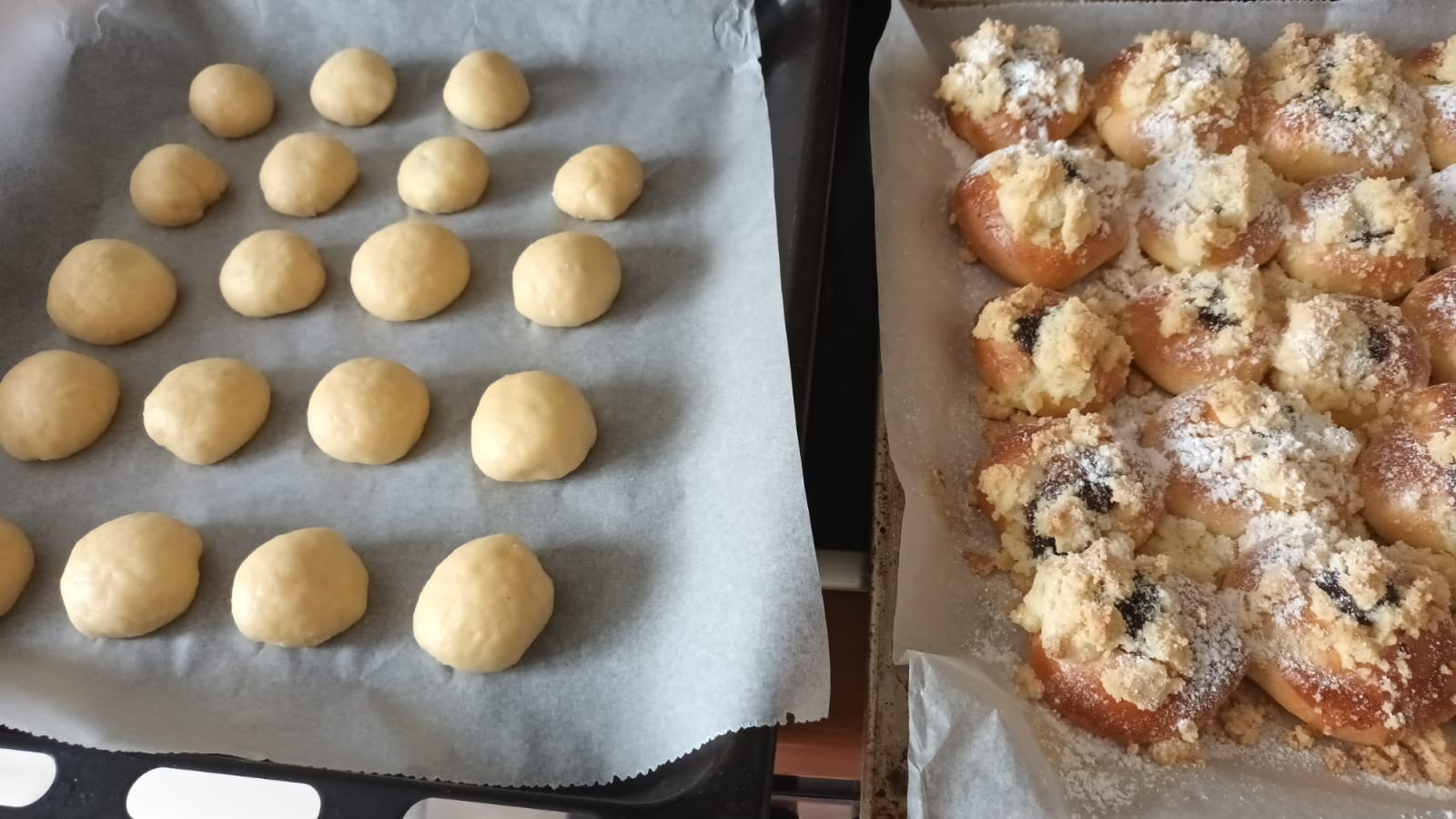
Vlčnovské vdolečky

Vdolek je jídlo vyráběné z mouky, vajec, droždí, cukru, mléka, másla a soli. 

## Příprava
Vdolek se peče na železné mřížce, nebo ve vdolkovníku na plotně či v troubě. Vdolky se podávají se šlehačkou a marmeládou či povidly, které se umísťují na vrchol vdolků. Někdy jsou vdolky zaměňovány s lívanci, které jsou placatější. Vdolky jsou samy o sobě tlustší zhruba jako kobliha, avšak v průměru větší než kobliha.

## Historie
Výraz vdolek existoval v češtině už ve středověku. Předpisy na vdolky (vdolečky) se běžně vyskytují v českých kuchařských knihách 19. století.

## Moravské vdolky
Na Moravě je výraz vdolky (vdolečky) užíván pro koláče.